# Formica orbata
Formica orbata é uma espécie de formiga do gênero Formica, pertencente à subfamília Formicinae.